# Thái Bình (Provinz)
Tỉnh Thái Bình zählt zu den kleineren Provinzen Vietnams. Sie liegt im  Delta des Roten Flusses. Die Hauptstadt ist Thái Bình, ca. 110 km südöstlich von Hanoi und 70 km südwestlich von Hải Phòng. Die Durchschnittstemperatur beträgt 23,5 °C.
Eingegrenzt wird sie von den fünf Provinzen Hải Dương, Hưng Yên, Hải Phòng, Hà Nam und Nam Định. Im Osten grenzt die Provinz an den  Golf von Tonkin.
Die Provinz wird von vier größeren Flüssen durchflossen: nordöstlich vom 35 km langen Sông Hóa, nordwestlich der Sông Luộc, 53 km lang, südlich von einem 67 km langen Unterlauf des Roten Flusses (Sông Hồng) und dem Sông Trà Lý, einem 65 km langen Seitenlauf des Sông Hồng.

## Demographie
In der Provinz leben verschieden ethnische Gruppen, deren Hauptanteil die Việt/Kinh stellen. Weiter leben dort kleinere Gruppen der Hoa, Mường und Tày.

## Administrative Gliederung
Der ISO 3166-2-Code für Ninh Bình ist VN-20. Die Provinz ist in acht Bezirke, darunter die Provinzstadt Thái Bình sowie die folgenden sieben Landkreise (huyện) unterteilt:
- Ðông Hưng
- Hưng Hà
- Kiến Xương
- Quỳnh Phụ
- Thái Thụy
- Tiền Hải
- Vũ Thư

## Töchter und Söhne der Provinz
- Thích Quảng Độ (1928–2020), buddhistischer Mönch und Menschenrechtler
- Phạm Tuân (* 14. Februar 1947 in Quốc Tuấn) Ingenieur und Kosmonaut, der erste und bisher einzige Vietnamese, der im Weltraum war.
- Joseph Vu Duy Thông (1952–2017), römisch-katholischer Geistlicher, Bischof von Phan Thiết

## Galerie

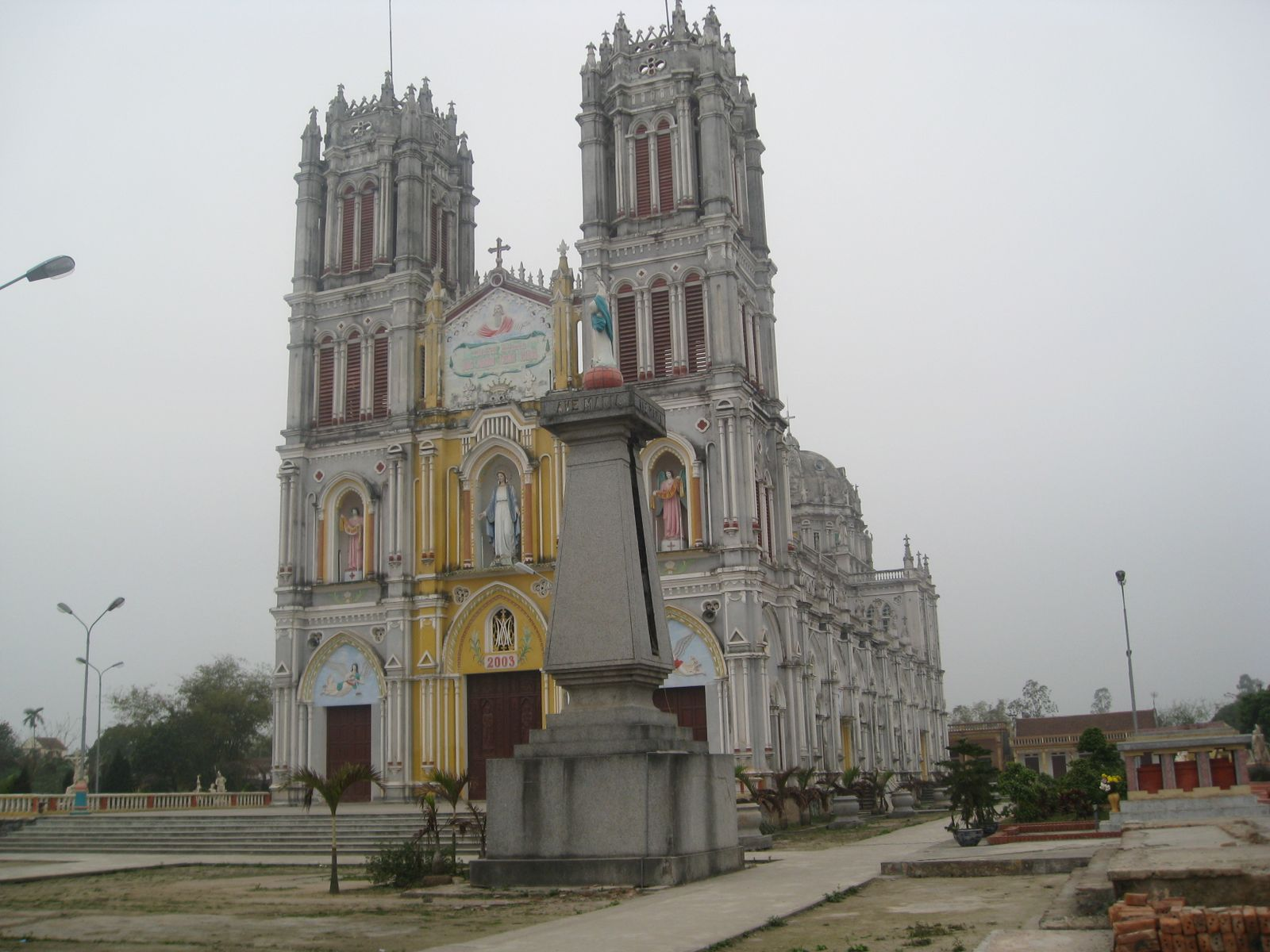
Dom von An Lập
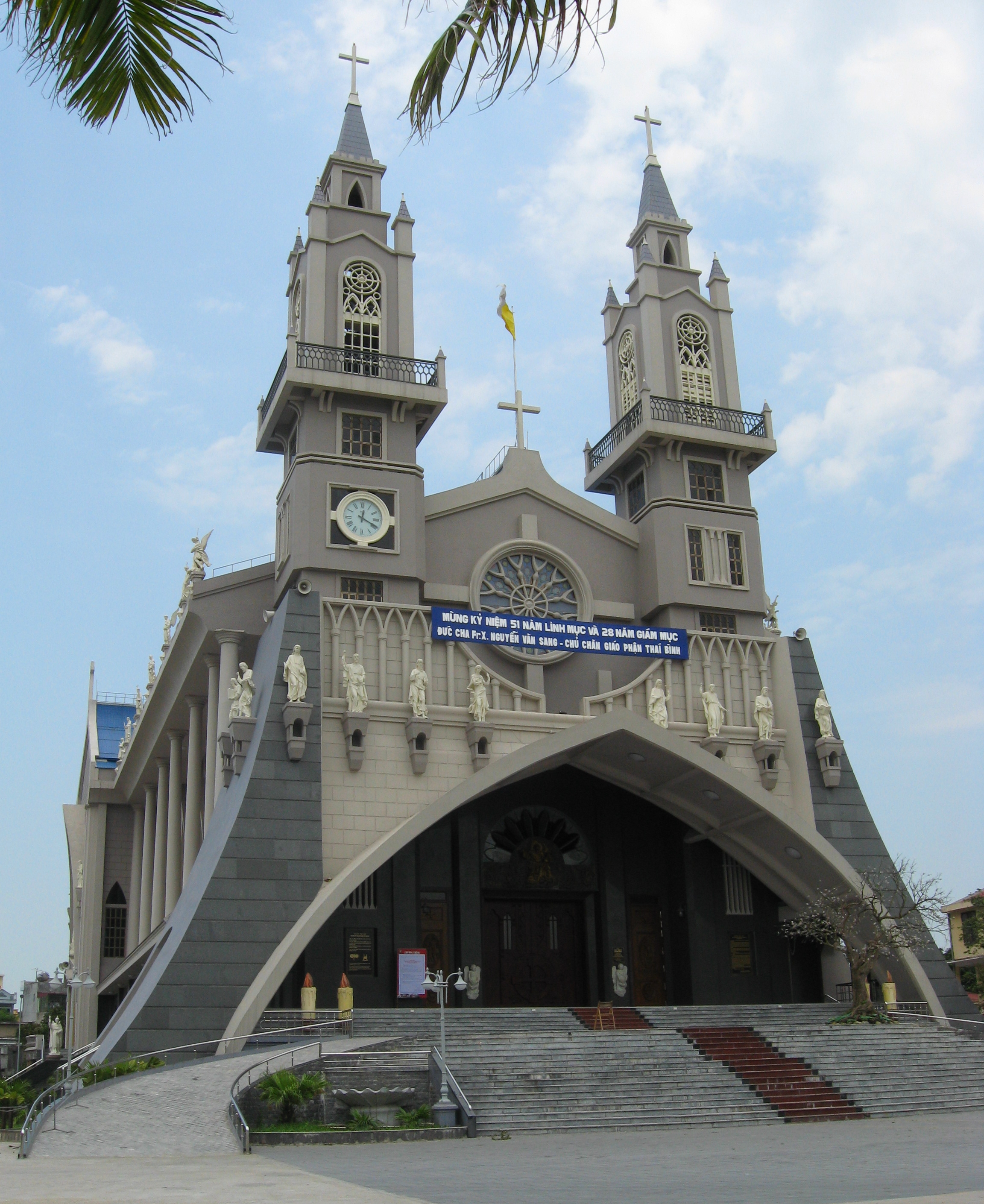
Kathedrale des Bistums Thái Bình
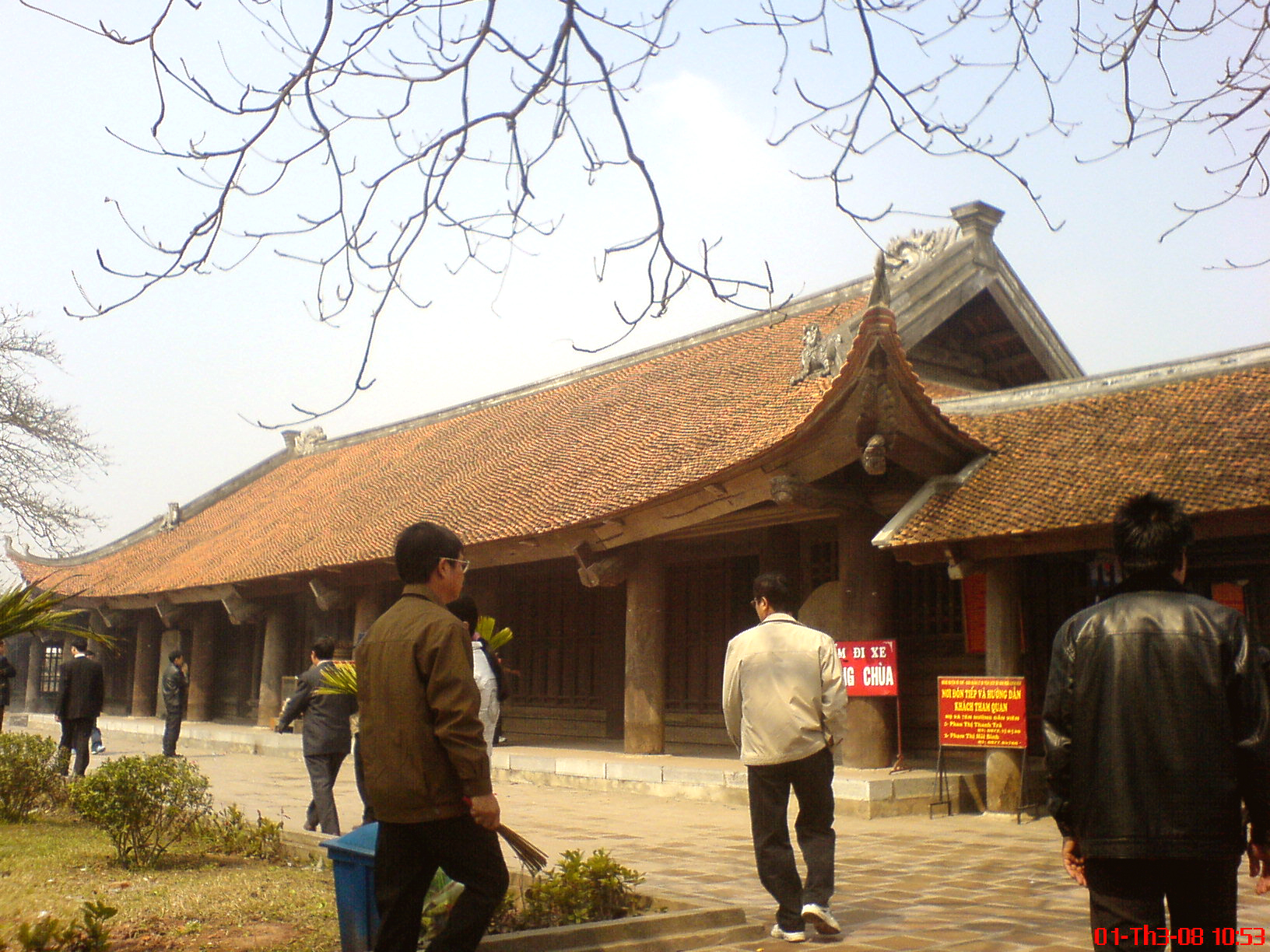
Chùa (Pagode) Keo
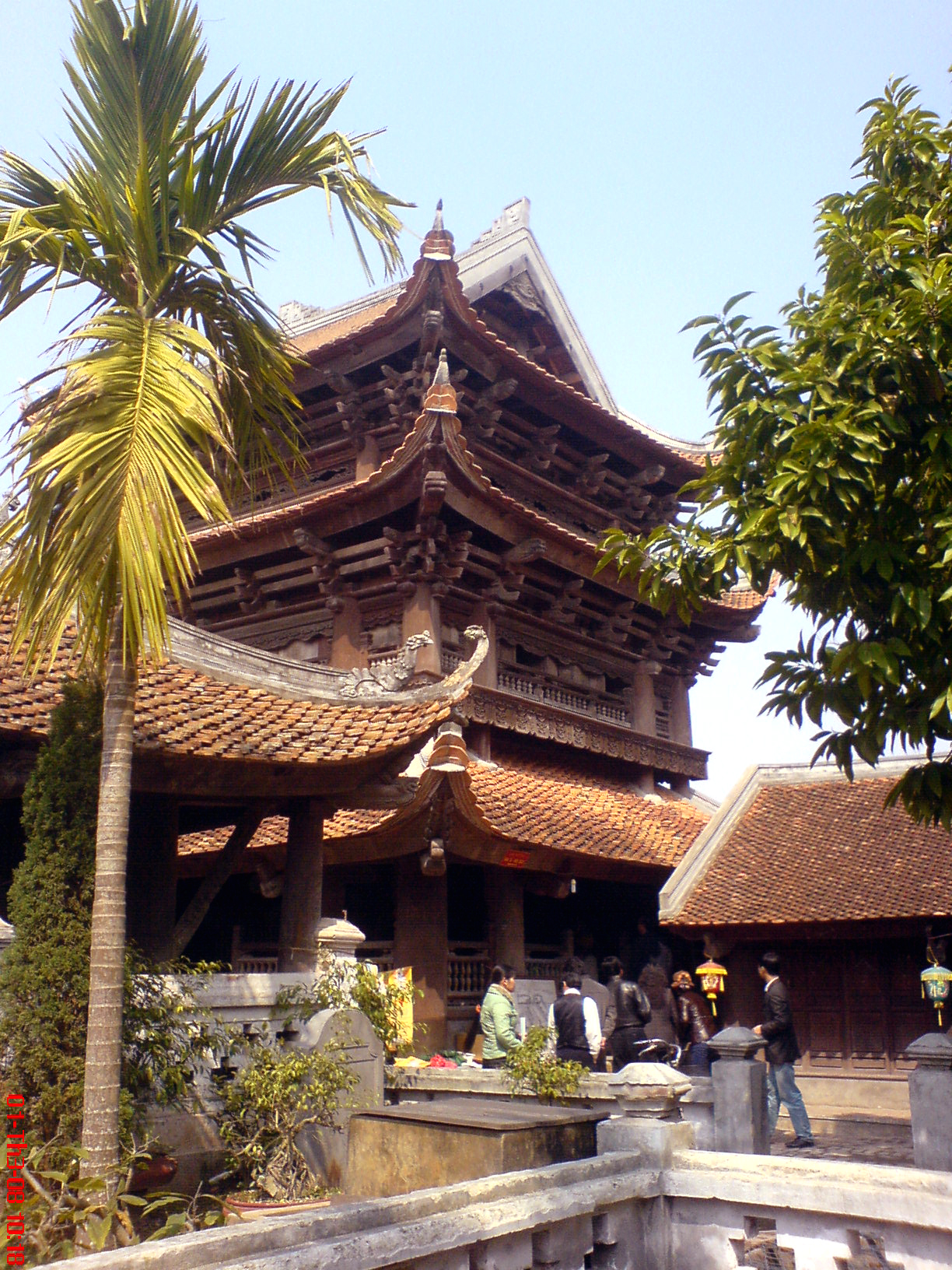
Chùa Keo